# Aponia
Aponia é um gênero de mariposa pertencente à família Crambidae.